# Канук
Канук (устар. Кайдан) — река в России, протекает в Краснодарском крае. Устье реки находится в 35 км по левому берегу реки Ходзь. Длина реки — 13 км, площадь водосборного бассейна — 33,1 км².

## Данные водного реестра
По данным государственного водного реестра России относится к Кубанскому бассейновому округу, водохозяйственный участок реки — Лаба от истока до впадения реки Чамлык. Речной бассейн реки — Кубань.
Код объекта в государственном водном реестре — 06020000712108100003625.